# Thập niên 1930
Thập niên 1930 hay thập kỷ 1930 chỉ đến những năm từ 1930 đến 1939, kể cả hai năm đó. Không chính thức, nó cũng có thể bao gồm vài năm vào cuối thập niên trước hay vào đầu thập niên sau.